# (5635) Cole
(5635) Cole es un asteroide perteneciente al cinturón de asteroides descubierto el 2 de marzo de 1981 por Schelte John Bus desde el Observatorio de Siding Spring, Nueva Gales del Sur, Australia.

## Designación y nombre
Designado provisionalmente como 1981 ER5. Fue nombrado Cole en homenaje al personaje ficticio Joshua Cole, astrónomo aficionado y estrella de la novela de 1923 de Arthur Preston Hankins, Cole of Spyglass Mountain, un personaje que recuerda a Oliver Twist. Cole estudió estrellas variables mientras estaba encarcelado en un reformatorio en el que los niños no usan nombres sino números; Cole tiene 5635. Sobrevivió una crisis tras otra, incluido un tiroteo casi fatal en su observatorio en el momento en que descubrió evidencia de vida en Marte.

## Características orbitales
Cole está situado a una distancia media del Sol de 2,384 ua, pudiendo alejarse hasta 3,025 ua y acercarse hasta 1,744 ua. Su excentricidad es 0,268 y la inclinación orbital 7,313 grados. Emplea 1345,27 días en completar una órbita alrededor del Sol.

## Características físicas
La magnitud absoluta de Cole es 14. Tiene 3,528 km de diámetro y su albedo se estima en 0,294. 